# Томмі Седерстрем
Томмі Седерстрем (швед. Tommy Söderström; нар. 17 липня 1969, Стокгольм) — шведський хокеїст, що грав на позиції воротаря. Грав за збірну команду Швеції.

## Ігрова кар'єра
Професійну хокейну кар'єру розпочав 1990 року.
1990 року був обраний на драфті НХЛ під 214-м загальним номером командою «Філадельфія Флаєрс».
Протягом професійної клубної ігрової кар'єри, що тривала 11 років, захищав кольори команд «Філадельфія Флаєрс»,  «Нью-Йорк Айлендерс» та «Юргорден».
Виступав за збірну Швеції.

## Нагороди та досягнення
Клубні
- Чемпіон Швеції у складі «Юргорден» — 1990, 1991, 2000
- Володар Кубка європейських чемпіонів у складі «Юргорден» — 1991, 1992.

Збірні
- Чемпіон Європи з хокею серед юніорів 1987.
- Команда всіх зірок чемпіонату Європи серед юніорів 1987.
- Срібний медаліст молодіжного чемпіонату світу 1989.
- Чемпіон світу — 1991 та 1992 років.
- Найкращий воротар чемпіонату світу 1992 року.
- Срібний медаліст чемпіонату світу 1993.